# Угурджан Чакир
Угурджан Чакир (тур. Uğurcan Çakır, нар. 5 квітня 1996, Анталія) — турецький футболіст, воротар клубу «Трабзонспор» та національної збірної Туреччини.

## Клубна кар'єра
Народився 5 квітня 1996 року в місті Анталія. В ранньому віці переїхав з родиною до Стамбулу, де займався футболом у клубах «Чекмекейспор» та «Яманспор», а 2011 року опинився в академії клубу «1461 Трабзон». Провівши там один сезон зацікавив представників першого клубу «Трабзонспор», де теж перший час грав в академії.
30 липня 2015 року Чакир дебютував за дорослу команду у гостьовому матчі третього кваліфікаційного раунду Ліги Європи УЄФА 2015/16 проти македонського клубу «Работнічкі». Втім основним воротарем Угурджан не був, тому на початку 2016 року він був відданий в оренду назад у свій фарм-клуб «1461 Трабзон», що грав у Першій лізі, за який до кінця сезону провів 8 матчів у рамках чемпіонату.
Повернувшись до «Трабзонспора», 22 вересня 2017 року він дебютував у турецькій Суперлізі, вийшовши на заміну після перерви в домашній грі з «Аланьяспором». За другий тайм він пропустив три голи (два з пенальті), а його команда, виграючи по ходу матчу 3:0, у підсумку поступилася з рахунком 3:4. В результаті Чакир тривалий час був запасним воротарем трабзонців і лише 2019 року, після того як клуб покинув багаторічний перший номер Онур Киврак, Угурджан зумів закріпитись у основному складі. Станом на 31 травня 2019 року відіграв за команду з Трабзона 51 матч в національному чемпіонаті.

## Виступи за збірні
2015 року дебютував у складі юнацької збірної Туреччини (U-19), загалом у її складі взяв участь у 3 іграх, пропустивши 9 голів.
Протягом 2017—2018 років залучався до складу молодіжної збірної Туреччини. На молодіжному рівні зіграв у 4 офіційних матчах, пропустив 2 голи.
30 травня 2019 року дебютував в офіційних матчах у складі національної збірної Туреччини в товариському матчі проти Греції.

## Титули і досягнення
- Володар Кубок Туреччини (1):

«Трабзонспор»: 2019-20
- Володар Суперкубок Туреччини (2):

«Трабзонспор»: 2020, 2022
- Чемпіон Туреччини (1):

«Трабзонспор»: 2021-22